# Museum des Hasses. Tage in Manhattan
Museum des Hasses. Tage in Manhattan ist der Titel eines Buches von Jürg Federspiel. Es erschien erstmals 1969 im Piper Verlag.

## Inhalt (Auswahl)
Museum des Hasses. Tage in Manhattan ist eine Sammlung von Essays, Tagebucheinträgen, Gedichten und Dramentexten. Inhaltlich werden New York und die USA thematisiert.

### Paratuga
Dr. Charles Huntington-Paratuga ist ein amerikanischer Geschäftsmann, der den Erzähler häufig besucht. Paratuga zieht es vor, in Hotels zu übernachten und wird vom Erzähler als Halbfreund bezeichnet, einer Person, der er eher mit Abneigung als Sympathie begegnet. Das Erscheinen Paratugas ist oft mit dem Eintreten eines Unglücks verbunden.

### Short storyundMusical
Federspiel sieht in der Short story und dem Musical, deren literarische Qualität er ausserordentlich schätzt, den Ausdruck einer genuin amerikanischen Literatur, die keine Helden mehr hervorbringt und die der Komplexität der  Wirklichkeit Rechnung trägt.

### Vietnamkrieg
Ein amerikanischer Soldat, der in Vietnam von einem Journalisten gefragt wird, was denn eigentlich der Kommunismus sei, gegen den er kämpfe, gerät in Verlegenheit. Diese Geschichte steht in schroffem Kontrast zum Rest des Buches, der die grotesken Auswüchse des amerikanischen Kapitalismus zeigt.

### New York und seine Museen
Ein beliebtes Hobby des amerikanischen Geldadels ist das Mäzenatentum, deshalb werden in New York auch so viele Museen eröffnet. Spöttisch bemerkt Federspiel, wäre er ein Mörder, würde er seinem Opfer ein Museum bauen.

### Hommage à Marcel Duchamp
In einem New Yorker Restaurant wird ein Betrunkener abgeführt. Als er von den Polizisten überwältigt wird, verliert er seine Schuhe. Die Gäste betrachten die auf dem Boden zurückgelassenen Schuhe wie ein Kunstwerk.

### Ein Mord
Während die Filme von Alfred Hitchcock nach immer ausgefalleneren Todesarten suchen, hat die Realität in New York die Fiktion schon eingeholt. Dort hat ein Mörder seine Opfer zu Tode gekitzelt.

### Plastik
Federspiel sieht im Plastik ein Symbol für das 20. Jahrhundert: Es ist billig, unzerstörbar und seelenlos.

## Kritik
„Ein Schweizer findet in diesem Buch über New York gelegentlich manch hartes Wort für die provinzielle Borniertheit der Schweizer und übt sich mit diesem Buch in der guten alten Literatur, womit er sogleich seinen eigenen Beitrag zum Beweis der Richtigkeit der eigenen harten Worte über die Schweizer leistet. Der Titel dieser Aufzeichnungen verspricht mehr, als diese halten.“

„Mit exakter Phantasie und einem unerschrockenen, durchaus sarkastischen Blick auf die Nachtseiten der menschlichen Existenz rückte [Federspiel] dieser monströsen Stadt zu Leibe, einer Stadt, die seiner Vorliebe für groteske und absurde Situationen spürbar entgegenkam. Die fabulierende und sezierende Nähe zum Schrecken, der nur auszuhalten ist durch gebanntes und bannendes Hinsehen, war fortan gleichsam das Wasserzeichen seiner Prosa.“

### Ausgaben
- Jürg Federspiel: Museum des Hasses. Tage in Manhattan. Piper, München 1969 (Erstausgabe).
- Jürg Federspiel: Museum des Hasses. Tage in Manhattan. Suhrkamp, Frankfurt am Main 1990, ISBN 3-518-22050-0.